# Michel Langerak
Michel Langerak (Dordrecht, 8 juli 1968) is een voormalig Nederlands voetballer en voetbaltrainer.

## Loopbaan als speler
Langerak speelde betaald voetbal van 1987 tot en met 2003. Hij begon zijn carrière bij  DS '79 wat vanaf 1990/91 de naam veranderd had in Dordrecht '90. Zijn debuut als profvoetballer maakte hij op 13 december 1987 in de wedstrijd DS '79-Sparta (1-2), toen hij na 45 minuten inviel voor Kees Koudstaal.
In 1991 was Langerak een half seizoen verhuurd aan VVV. Hij keerde terug bij het inmiddels gefuseerde SVV/Dordrecht '90 dat vanaf 12 september 1992 weer Dordrecht '90 heet. In 1996 ging hij naar N.E.C. waar hij anderhalf jaar zou spelen. Hierna speelde hij bij AZ (1997/99) en hij sloot zijn loopbaan af bij Sparta Rotterdam (1999/02).
Langeraks positie in het veld was aanvallende middenvelder. Hij speelde in totaal 420 wedstrijden betaald voetbal waarin hij 103 doelpunten maakte. Hij ging in de amateur Hoofdklasse spelen, eerst bij Deltasport en sinds 2006 bij FC Lienden.

## Loopbaan als trainer
Hij ging ook aan de slag als trainer en begon als jeugdtrainer bij Sparta. Hierna ging hij aan de slag bij De Zwerver waarmee hij in 2007 promoveerde naar de Eersteklasse. Sinds 2007 is hij trainer van amateurclub LRC Leerdam. In zijn 1e jaar degradeerde Langerak met LRC uit de Hoofdklasse. Het jaar daarna maakte hij de Leerdammers kampioen in de 1e klasse C om zo direct terugkeer naar de Hoofdklasse te bewerkstelligen.
In 2009 werd bekend dat Michel Langerak de overstap zou maken naar Kozakken Boys uit Werkendam, die destijds eveneens uitkwam in de zaterdag Hoofdklasse B. Hiermee heeft hij inmiddels promotie naar de Topklasse afgedwongen.
Op 17 november 2012 maakte Langerak bekend dat hij na dit seizoen zijn functie neerlegt bij Kozakken Boys. In december tekende hij een eenjarig contract bij ASWH, dat op 1 juni 2013 ingaat. Dit contract werd een jaar later al verlengd tot medio 2015. In juni 2014 voegde Langerak een nieuwe prijs toe aan zijn erelijst, want hij won met ASWH de landelijke beker voor amateurclubs. Twee maanden later pakte Langerak met ASWH ook de Supercup voor amateurs.
Langerak slaagde in het voorjaar van 2013 voor de cursus Coach Betaald Voetbal. In december 2014 werd bekend dat ASWH het contract met Langerak niet zal verlengen. Vervolgens werd hij in maart 2015 ontslagen. Na een sabbatical, is hij in het seizoen 2016/17 trainer van Hoofdklasser VV Sliedrecht. Het eerste jaar onder Langerak degradeerde Sliedrecht uit de Hoofdklasse, het seizoen 2017 - 2018 liep uit op een teleurstelling (6e plaats), waardoor de samenwerking door VV Sliedrecht niet werd verlengd. Langerak is momenteel hoofdtrainer bij Kozakken Boys.

## Loopbaan als roostermaker
Momenteel is Langerak werkzaam als roostermaker op het  Lyceum Oudehoven in Gorinchem.  

## Erelijst

### Als speler
- Kampioen Eerste divisie: 1993
- Promotie naar Eredivisie via nacompetitie: 1987, 1991

### Als trainer
- Promotie naar Eersteklasse amateurs (met De Zwerver): 2007
- Kampioen 1e Klasse C zaterdag (met LRC Leerdam): 2009
- Winnaar districtsbeker Zuid I met LRC Leerdam: 2009
- Promotie naar Topklasse met Kozakken Boys : 2012
- Winnaar districtsbeker Zuid I met Kozakken Boys: 2012
- Winnaar districtsbeker Zuid I met ASWH: 2014
- Winnaar landelijke amateurbeker met ASWH: 2014
- Winnaar Supercup voor amateurs met ASWH: 2014

## Clubstatistieken
| seizoen   | club              | competitie     | duels | goals |
| --------- | ----------------- | -------------- | ----- | ----- |
| 1987/1988 | DS '79            | Eredivisie     | 17    | 4     |
| 1988/1989 | DS '79            | Eerste divisie | 33    | 5     |
| 1989/1990 | DS '79            | Eerste divisie | 27    | 10    |
| 1990/1991 | Dordrecht '90     | Eerste divisie | 34    | 17    |
| 1991/1992 | → VVV             | Eredivisie     | 10    | 2     |
| 1991/1992 | SVV/Dordrecht '90 | Eredivisie     | 13    | 0     |
| 1992/1993 | SVV/Dordrecht '90 | Eredivisie     | 27    | 6     |
| 1993/1994 | Dordrecht '90     | Eerste divisie | 34    | 7     |
| 1994/1995 | Dordrecht '90     | Eredivisie     | 26    | 6     |
| 1995/1996 | Dordrecht '90     | Eerste divisie | 6     | 0     |
| 1995/1996 | N.E.C             | Eredivisie     | 23    | 3     |
| 1996/1997 | N.E.C             | Eredivisie     | 32    | 6     |
| 1997/1998 | AZ                | Eerste divisie | 33    | 18    |
| 1998/1999 | AZ                | Eredivisie     | 29    | 11    |
| 1999/2000 | Sparta Rotterdam  | Eredivisie     | 29    | 2     |
| 2000/2001 | Sparta Rotterdam  | Eredivisie     | 27    | 5     |
| 2001/2002 | Sparta Rotterdam  | Eredivisie     | 20    | 1     |
| Totaal    | Totaal            | Totaal         | 420   | 103   |